# Pallos-Schönauer Jutta
Pallos Sch. (Schönauer) Jutta (Szászrégen, 1925. január 12. – Stuttgart, 2020. december 4.) erdélyi magyar festő, grafikus.

## Életútja
Középiskolai tanulmányait Kolozsvárt végezte, de a háborús frontátvonulás előtt Szászrégenben érettségizett (1944). A Kolozsvári Magyar Művészeti Intézetben (1948–49), majd a Ion Andreescu Képzőművészeti Főiskolán (1950–54) Miklóssy Gábor és Nagy Imre növendékeként szerzett oklevelet.
Tájképein Erdély néprajzilag színes vidékeit (Kalotaszeg, Szék, a szász városok) elevenítette meg. Vonzotta a falu élete, érdekelték a népszokások. Illusztrációi jelentek meg az Utunkban, szövegképeket készített Méhes György Szikra Ferkó című ifjúsági regényéhez (1956) s annak Funkenfranz című német fordításához (1959).
Számos erdélyi városban volt kiállítása, majd német városokban (Stuttgart, Berlin, Bréma, Düsseldorf, München) mutatkozott be. 1986-ban Karlsruhében telepedett le, ahol 1990-ben gyűjteményes kiállítása volt. Élete utolsó szakaszában Stuttgartban élt, de nem  felejtette el erdélyi gyökereit: 2012-ben felajánlás tett az akkor megalakult Erdélyi Művészeti Központnak.